# Росано
Роса̀но (на италиански: Rossano) е град и община в Южна Италия, община Кориляно-Росано провинция Козенца, регион Калабрия. Разположен е на 270 m надморска височина.